# Monhystrella gracilis
Monhystrella gracilis är en rundmaskart som beskrevs av Satendra Khera 1966. Monhystrella gracilis ingår i släktet Monhystrella och familjen Monhysteridae. Inga underarter finns listade i Catalogue of Life.